# 潔小菇
潔小菇，分布於溫帶與暖溫帶，屬口蘑科，色通常為淡紫色。另外，該種野菇也是常見土棲腐生的中小型菇類，生長於春夏季的中海拔林區，數天生，肉質稍脆，有毒性。

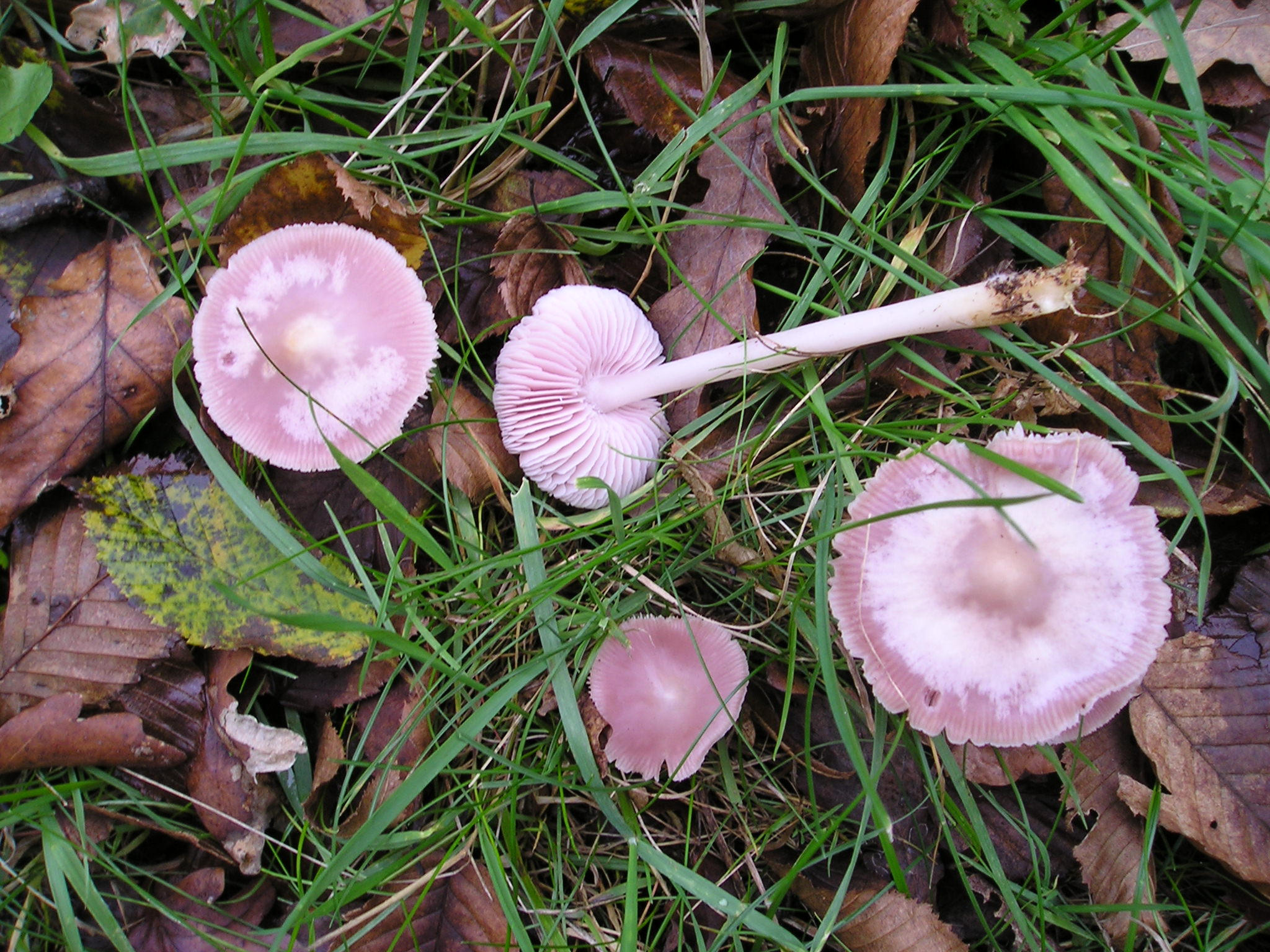
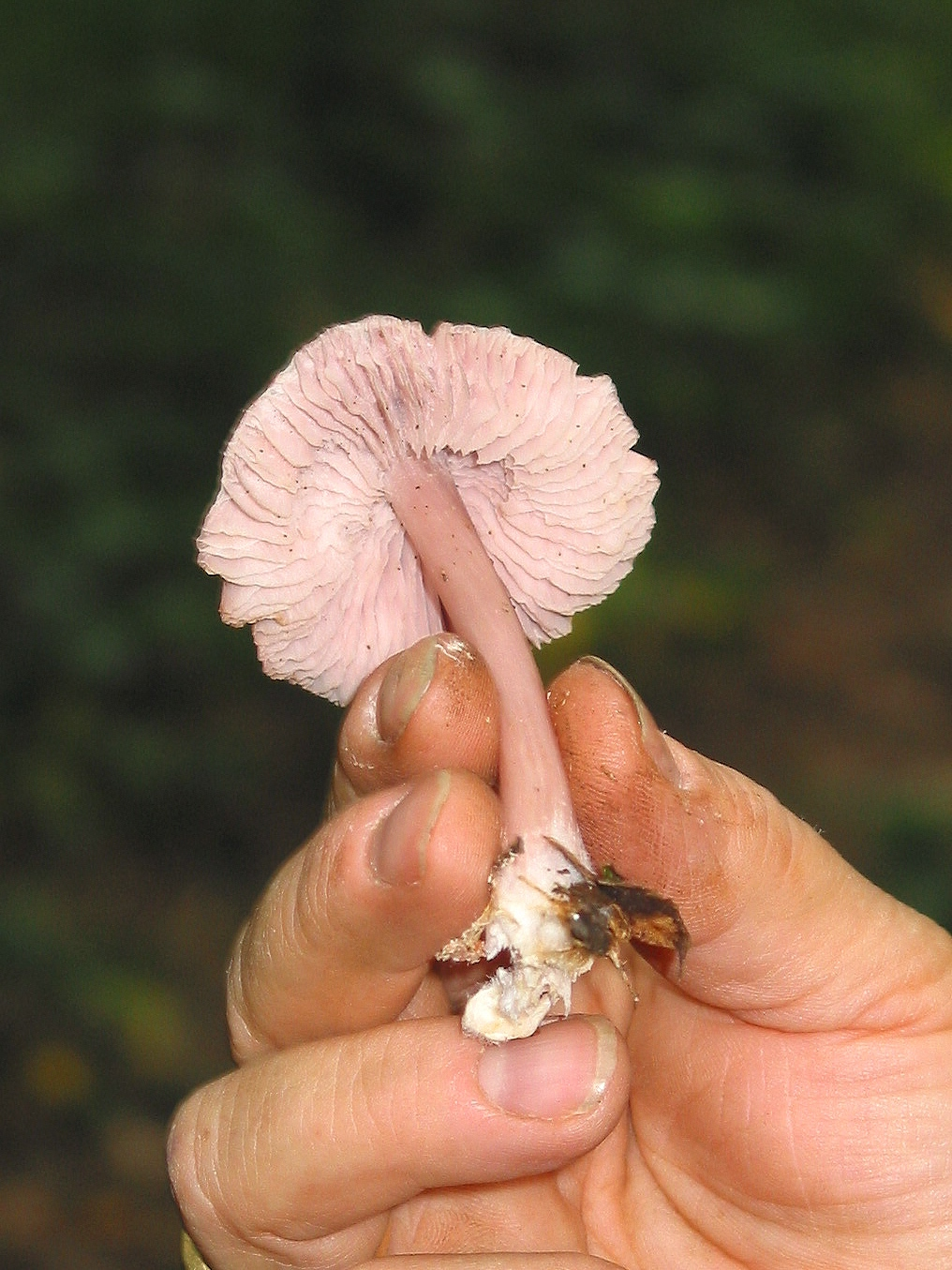
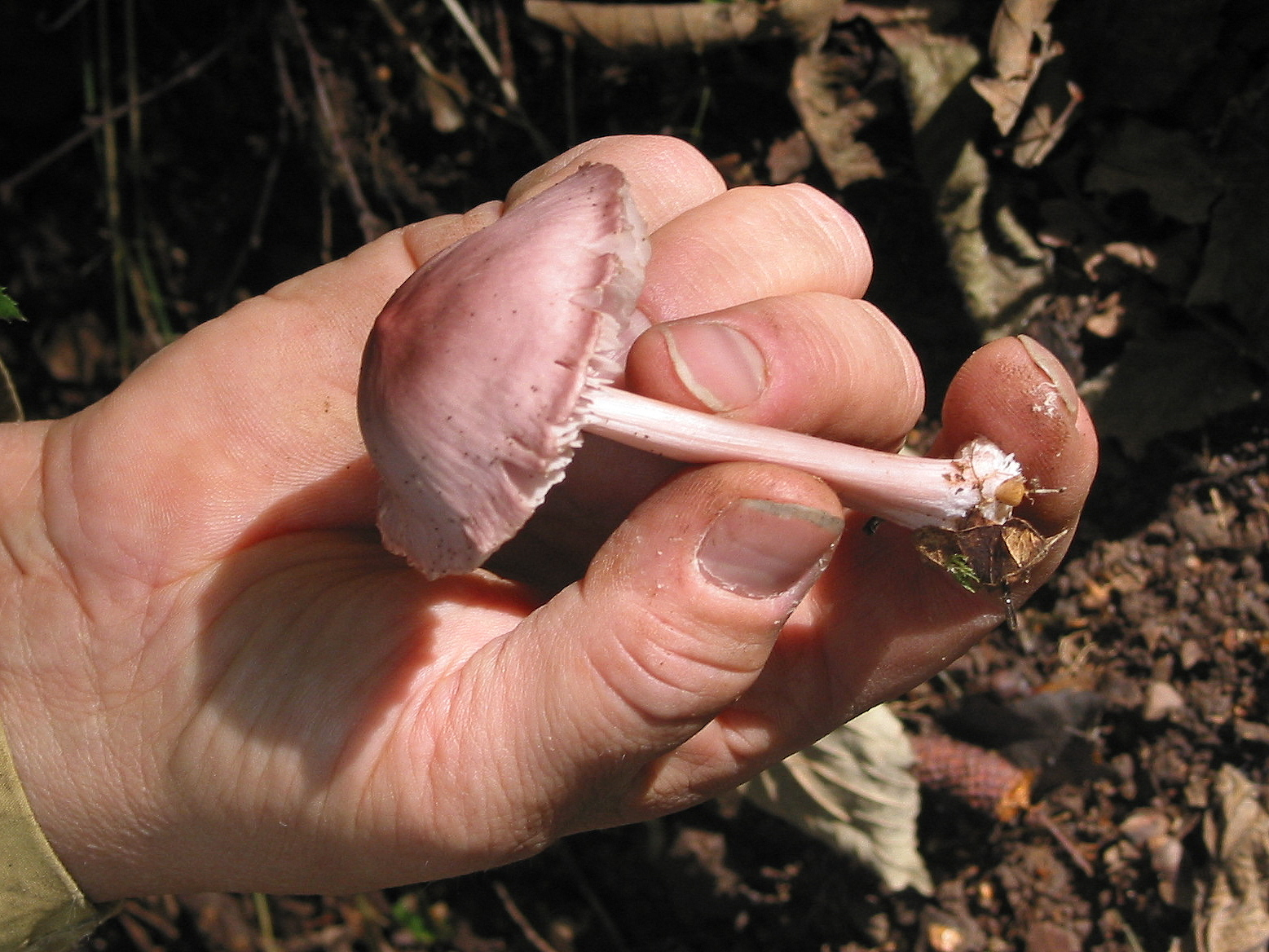